# مكتبات نسوية

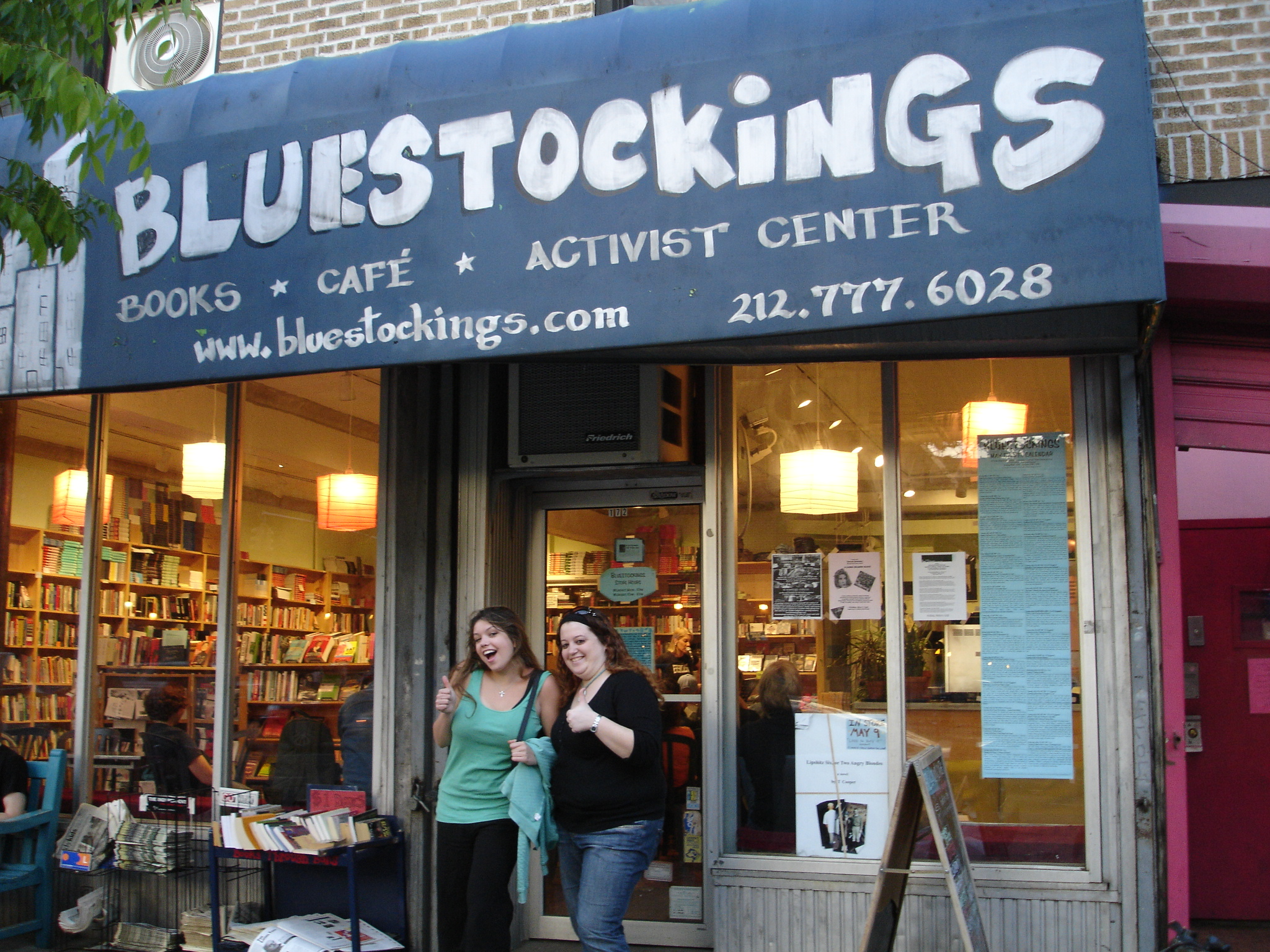

المكتبات النسوية هي متاجر لبيع الكتب بالتجزئة لبيع المواد المتعلقة بقضايا المرأة والنوع والجنس. عملت هذه المتاجر كأحد أقدم المساحات المفتوحة لبناء المجتمع النسوي وتنظيمه.
قبل نشر المكتبات النسوية، كانت تجارة الكتب تجارة يهيمن عليها الرجال البيض في الولايات المتحدة. كما كان هناك نقص في الوعي والاهتمام داخل هذه التجارة لبيع الكتب لتلبية المطالب المتعلقة بالأدب الذي يركز على المرأة قبل الموجات النسوية في ذلك الوقت. وعلى الرغم من احتواء بعض المكتبات على أقسام صغيرة من أدب النساء أو الكتب النسوية، إلا أنها كانت محدودة ولم تقدم مجموعة واسعة النطاق والعمق لهذه الفئة، حيث كانت تعالج مواضيع لا تركز إلا على الرجال كجزء لا يتجزأ منها.

## التاريخ
ظهرت المكتبات النسوية في هذا السياق كمساحات ليست مُخصّصة فقط لشراء الكتب، ولكن لبناء مجتمعات للنساء، ومثليي الجنس، والنسوية على نطاق أوسع كجزء من الحركة النسوية المتنامية في منتصف القرن العشرين. شكلت هذه المكتبات المستقلة شبكة عبر الولايات المتحدة وخارجها خلال الستينيات كجزء من الموجة النسوية الثانية. بالإضافة إلى وظيفتها كمكتبات لبيع الكتب، كانت المكتبات النسوية بمثابة أماكن للتعلم والتنظيم من أجل التغيير الاجتماعي. تم تشغيل العديد من المكتبات النسائية بشكل جماعي من قبل مجالس النساء في هيكل غير هرمي. كان هذا نموذجًا تجاريًا مضادًا للرأسمالية تماشيًا مع إيمان النسويات بالموجة الثانية بأن تغيير النظام كان ضروريًا من أجل إحداث تغيير حقيقي في حياة النساء.
كانت الدعوة إلى أنواع أكثر تنوعًا من المساحات النسوية والمثليات في جزء منها لأن أعمال الأحرار الجنس وأماكن تواجدهم لبناء المجتمع كانت قليلة ومتباعدة، مع الاستثناء الملحوظ لمسرح شريط مثلي الجنس. حتى في داخل مجتمع المثليين إل جي بي تي، كانت هناك أشكال من نبذ السحاقيات بشكل واضح، بالإضافة إلى التمييز الاجتماعي الأوسع الذي واجهته. أُنشأت مكتبات نسوية في جزء منها لمكافحة هذا الخوف من رهاب المثلية ونبذ التمييز ضد السحاقيات، ردًا على عدم وجود أماكن آمنة للمثليات والنساء المخنثين.

## إنشاء النوع الاجتماعي ودراسات النوع الاجتماعي
كانت المكتبات النسوية ضرورية لإنشاء ونمو الدراسات النسائية في الدراسات الأكاديمية. أصبحت هذه المكتبات حاضنات للمفكرين النسويين من خلال الأعمال الأدبية النسوية وتوفير مساحات للمناقشة المفتوحة للقضايا المتعلقة بالمرأة. تم إنتاج النظريات العرقية والنسائية الحرجة جزئيًا من قبل هؤلاء المثقفين والنشطاء، وكانت المكتبات النسوية أساسية لتطوير المحتوى الضروري للحقل الذي سيتم إنشاؤه في الأكاديمية. ولأن هذه المكتبات كانت مفتوحة للجمهور، وقدمت الموارد من خلال المنتجات المباعة وكذلك النساء اللواتي يدرن المتاجر، لم يتمكن الأشخاص من الوصول إلى تلك المعرفة والتي كان من المتاح الوصول إليها قبل ذلك. مكّن هذا من وجود دعوة الأكثر انتشارًا لدراسات النوع الاجتماعي ودراسات المرأة كقسم في الجامعات في جميع أنحاء البلاد.

## قضايا واستجابات إلى المكتبات النسوية
على الرغم من أن العديد من المكتبات اعتمدت في إنشاء مجلس من المالكين المتنوعين لمثيل أكبر تجارب متنوعة تعرضت لها المرأة، إلا أن النسوية البيضاء ما زالت هي المسيطرة. فعلn سبيل المثال مكتبة مكان المرأة، أدى عدم فهم الحاجة إلى هذا إلى التدهور في نهاية المطاف للمجلس التعاوني وإلى مناقشة قانونية رفيعة المستوى.
كان الغرض من بعض تلك المشاريع فتح أعمال تديرها النساء وتتركز حول خبراتهن الخاصة، وتسخير خبراتهن لخدمة الأخريات. ومثال على ذلك، كيتشن تابل للصحافة وهي شركة نشر أنتجت مؤلفات أدبية كتبتها النساء من جميع الخلفيات، ثم بيعت للجمهورغالبًا من خلال المكتبات النسوية.